# 2010年廣西百色森林火災
廣西百色森林火災，2010年3月2日，中華人民共和國廣西壯族自治區西林县与隆林各族自治县交界地带發生森林火災。這場大火歷時六天，燒毀了1,400畝的森林。火勢一度向金鐘山黑頸長尾雉保護區蔓延，該保護區是兩百多隻黑頸雉的棲息地。火災兩個月後，暴雨在同一區域引發洪水及山崩。